# Дені Врандечич
Зденко «Денні» Врандечич (хорв. Zdenko „Denny“ Vrandečić; 27 лютого 1978, Штутгарт) — хорватський інформатик.

## Біографія
Врандечич відвідував Geschwister-Scholl-Gymnasium у Штутгарті та вивчав інформатику та філософію в Штутгартському університеті з 1997 р. І отримав докторську ступінь у Карлсруеському технологічному інституті (нім. Karlsruher Institut für Technologie, KIT) у 2010 році, де був науковим співробітником у дослідницькій групі управління знаннями в Інституті прикладних комп'ютерних наук та формальних мов опису з 2004 по 2012 рік (AFIB). У 2010 році він працював в університеті Південної Каліфорнії (ISI). Врандечич працював у Google над проєктом Knowledge Graph. У вересні 2019 року Денні Врандечич оголосив, що бере на себе нову роль у відділі розвитку Google, який повинен був пояснити проєкти Вікімедії іншим працівникам. У липні 2020 року він покинув Google і приєднався до фонду Вікімедіа.
Врандечич займається базами знань, обміном даними, масовою вебспівпрацею та семантичною мережею. У 2012—2013 рр. він був керівником проєкту Wikidata у Wikimedia Deutschland. Разом з Маркусом Кретшем (який довгий час також був у групі управління знаннями в KIT), він є співавтором Semantic MediaWiki (SMW), який також був натхненником для Вікідата.
Він є одним із засновників та адміністраторів хорватської Вікіпедії. У 2008 році він очолював наукову програму Вікіманії.